# Andrej Einspieler
Andrej Einspieler, slovenski politik, duhovnik in publicist,  * 13. november 1813, Sveče pri Bistrici v Rožu, † 16. januar 1888, Celovec. 
Einspieler je bil med prvimi voditelji slovenskega narodnostnega gibanja v 19. stoletju. Imenovali so ga tudi »oče koroških Slovencev«.

## Življenje
Rodil se je v vasi Sveče blizu Bistrice v Rožu na avstrijskem Koroškem. Gimnazijo in kasneje teološke šole je obiskoval v Celovcu. Kot duhovnik je deloval na tistih delih Koroške, kjer je bilo prebivalstvo po večini slovensko. V času tako imenovane »pomladi narodov« leta 1848 je sodeloval z duhovnikom in prav tako koroškim Slovencem Matijo Majarjem. Postal je goreč zagovornik političnega programa Zedinjene Slovenije. Leta 1851 je skupaj z Antonom Janežičem in Antonom Martinom Slomškom ustanovil Družbo sv. Mohorja, najstarejšo slovensko založbo. Zaradi Einspielerjeve živahne kulturne in publicistične dejavnosti je Celovec v 50. letih 19. stoletja postal središče slovenskega narodnega prebujanje. 
Z začetkom konstitucionalnega obdobja v Avstrijskem cesarstvu leta 1860 je Einspieler počasi opuščal prepričanje, da ideal združene Slovenije ni uresničljiv. V nemščini je napisal številne članke, v katerih je pozival k sodelovanju med slovenskimi in nemškimi predstavniki na Koroškem. Leta 1865 je bil pobudnik Mariborskega programa, v katerem je skupina staroslovencev pozvala k ponovnem oblikovanju »Notranje Avstrije«. To bi bila pretežno avtonomna in federativna politična enota v okviru Avstrijskega cesarstva, v katero bi vključili Koroško, Štajersko, Kranjsko in avstrijsko Primorje. Ustanovil je časopis Glas notranje Avstrije, pisan večinoma v nemškem jeziku. S časopisom je želel prepričati nemško govoreče občinstvo, da bi sprejelo idejo »Notranje Avstrije«. A program so zavrnili tako slovenski kot nemški prebivalci. Na začetku 70. let 19. stoletja je bil potisnjen na rob slovenske politike, a je nadaljeval s političnim delovanjem. Leta 1876 je bil izvoljen v mestni odbor Celovca. V Celovcu je leta 1888 tudi umrl.

## Zapuščina
Einspieler se je vse svoje življenje boril za politične in jezikovne pravice koroških Slovencev, zato si je zaslužil ime »oče koroških Slovencev«.
Leta 1979 je Slovenska krščanska kulturna družba na Koroškem začela podeljevati Einspielerjevo nagrado. Namenja jo posameznikom, ki so se posebej izkazali na področju kvalitetnega sobivanja različnih ljudi in narodov. Nagrado so med drugim dobili predsednik province Bolzano, Luis Durnwalder; akademik in profesor na Centralni evropski Univerzi Anton Pelinka; katoliški prelat Egon Kapellari in avstrijski politik Rudolf Kirchschläger.
Bil je urednik časopisov Šolski prijatelj in Slovenski prijatelj.